# Anomalia magnetica di Temagami
L'anomalia magnetica di Temagami, chiamata anche l'anomalia di Temagami o l'anomalia di Wanapitei, è una grande struttura geologica sepolta, che si estende dall'isola Bear nel lago Temagami fino al lago Wanapitei a Ovest. L'anomalia magnetica è situata sullo scudo canadese nella regione di Temagami nel Nordest dell'Ontario, in Canada.  
Il territorio della Comunità aborigena di Teme-Augama Anishnabai è compreso parzialmente all'interno dell'anomalia magnetica di Temagami, incluso il suo territorio d'origine, l'isola Bear (Isola dell'Orso in italiano), situata nel lago Temagami.

## Struttura
L'anomalia magnetica di Temagami ha il profilo di un uovo, è lunga 58 chilometri e larga 19 chilometri, è disposta lungo l'asse Est-Ovest e ha la larghezza maggiore nella sezione centrale. La parte occidentale sembra più regolare mentre la sezione orientale è lunga e stretta. L'anomalia magnetica di Temagami raggiunge circa 10 microtesla (il normale campo magnetico terrestre varia da 20 a 70 microtesla) rendendola una delle più grandi anomalie positive magnetiche del Nord America.
Questa anomalia è stata scoperta nel corso di rilevamenti geofisici per la stesura di mappe magnetiche e gravitazionali. L'anomalia magnetica di Temagami ha notevoli somiglianze col vicino bacino di Sudbury, che è una delle zone minerarie più ricche della Terra, pertanto potrebbe essere anch'essa un cratere meteorico ricco di metalli come il cratere di Sudbury.